# Tweemanspolder
De Tweemanspolder bij Zevenhuizen wordt begrensd door de Rottemeren, de snelweg A12, het Noordeinde en de Tweemanspolder(weg).
Deze polder is voor het grootste deel ingericht als akkerbouwgebied. Een klein deel van de polder is ingericht als vakantiepark, bestaande uit recreatiewoningen, een sportcentrum, een zwembad en een horecagelegenheid.
In de Tweemanspolder bevindt zich een molenviergang, die vroeger de polder bemaalde.